# Pasado (álbum)
Pasado es el título del cuarto álbum de estudio y único de versiones grabado por el dúo musical Sin Bandera. Fue lanzado al mercado bajo el sello discográfico Sony BMG Norte el 14 de noviembre de 2006. 
El álbum fue producido de nueva cuenta por el cantautor, compositor, arreglista y productor musical mexicano Áureo Baqueiro. co-producido por Mario Domm y Jay de la Cueva.  Es un complemento del álbum anterior, Mañana (2005), que contiene las canciones favoritas de Leonel y Noel.

## Lista de canciones
| Pasado |                                               |                                       |                                       |          |  |
| N.º    | Título                                        | Escritor(es)                          | Intérpete original                    | Duración |  |
| 1.     | «Un buen perdedor»                            | Franco De Vita                        | Franco De Vita (1984)                 | 4:45     |  |
| 2.     | «Hoy el aire huele a ti»                      | Juan Carlos Calderón                  | Luis Miguel (1990)                    | 3:47     |  |
| 3.     | «Si tú no estás aquí»                         | Rosana Arbelo                         | Rosana Arbelo (1996)                  | 3:47     |  |
| 4.     | «Serenata rap» (con Jovanotti)                | Jovanotti                             | Jovanotti (1994)                      | 5:11     |  |
| 5.     | «Love is in the air»                          | Harry Vanda                           | John Paul Young (1977)                | 4:21     |  |
| 6.     | «Será»                                        | Ricardo Montaner · Ilan Chester       | Ricardo Montaner (1991)               | 3:34     |  |
| 7.     | «Solo»                                        | José María Cano                       | Emmanuel (1986)                       | 4:17     |  |
| 8.     | «Mis impulsos sobre de ti» (con Aleks Syntek) | Aleks Syntek                          | Aleks Syntek y la Gente Normal (1993) | 4:13     |  |
| 9.     | «Si tú no vuelves»                            | Miguel Bosé · L. Ferrario · M. Grilli | Miguel Bosé (1993)                    | 4:47     |  |
| 10.    | «¿Lo ves?»                                    | Alejandro Sanz                        | Alejandro Sanz (1995)                 | 4:34     |  |
| 43:14  |                                               |                                       |                                       |          |  |

© MMVI. SONY BMG MUSIC ENTERTAINMENT (México), S.A. DE C.V.

## Sencillos
- 2006: «Si tú no estás»
- 2007: «Será»

## Posicionamiento en las listas
| Lista (2006)                    | Máxima posición |
| ------------------------------- | --------------- |
| U.S. Billboard 200              | 199             |
| U.S. Heatseekers Albums         | 3               |
| U.S. Billboard Top Latin Albums | 12              |
| U.S. Billboard Latin Pop Albums | 7               |

## Certificaciones
| País   | Organismo certificador | Certificación | Ventas certificadas | Ref.  |
| ------ | ---------------------- | ------------- | ------------------- | ----- |
| México | AMPROFON               | Platino       | 60,000              | [ 2 ] |